# Bothrogonia tripars
Bothrogonia tripars är en insektsart som beskrevs av Walker 1857. Bothrogonia tripars ingår i släktet Bothrogonia och familjen dvärgstritar. Inga underarter finns listade i Catalogue of Life.